# Dicaeum trigonostigma
Dicaeum trigonostigma é uma espécie de ave da família Dicaeidae.
Pode ser encontrada nos seguintes países: Bangladesh, Brunei, Índia, Indonésia, Malásia, Myanmar, Filipinas, Singapura e Tailândia.
Os seus habitats naturais são: florestas subtropicais ou tropicais húmidas de baixa altitude, florestas de mangal tropicais ou subtropicais e regiões subtropicais ou tropicais húmidas de alta altitude.